# Emiliano Zapata, Escárcega
Emiliano Zapata är en ort i Mexiko.   Den ligger i kommunen Escárcega och delstaten Campeche, i den östra delen av landet, 900 km öster om huvudstaden Mexico City. Emiliano Zapata ligger 61 meter över havet och antalet invånare är 140.
Terrängen runt Emiliano Zapata är platt. Runt Emiliano Zapata är det glesbefolkat, med 11 invånare per kvadratkilometer. Närmaste större samhälle är Laguna Grande, 9,4 km sydväst om Emiliano Zapata. I omgivningarna runt Emiliano Zapata växer i huvudsak städsegrön lövskog.